# Труцци, Массимилиано
Массимилиа́но Тру́цци  (итал. и англ. Massimiliano Truzzi; 4 декабря 1904, Лодзь — 31 октября 1974, Сарасота, Флорида) — итальянский и американский цирковой артист, жонглёр, представитель цирковой династии Труцци.

## Биография
Массимилиано Труцци происходил из цирковой династии Труцци. Его дед, носивший то же имя Массимилиано, приехал в 1880-м году на гастроли в Российскую империю, где стал известен как Максимилиано Труцци, и остался в этой стране до своей смерти в 1899 году. После смерти деда трое его сыновей — Родольфо (в России — Рудольфо или Рудольф), Джиджетто (Жижетто) и Энрико взяли на себя управление цирком, ставшим известным как цирк «Братья Труцци». Во время гастролей цирка в Лодзи у Энрико Труцци и его жены, также цирковой артистки, 4 декабря 1904 года и родился Массимилиано Труцци. Как и многие дети цирковых артистов, Массимилиано Труцци проводил всё своё время в цирке. Его отец и дяди специализировались на представлениях с лошадьми, однако юный Массимилиано не проявлял склонности к подобной деятельности. Он долго не мог определиться, чем именно хочет заниматься в цирке — так было до тех пор, пока однажды он не увидел выступление жонглёра Энрико Растелли. Тогда он понял, что хочет быть жонглёром.
После Октябрьской революции братья Труцци, включая отца Массимилиано Энрико, бежали из страны. Они уехали через Константинополь в Италию, потеряв бо́льшую часть своего состояния. Цирковые артисты Труцци были совершенно не известны в Европе, поэтому им пришлось начинать всё с самого начала. Тем временем Массимилиано совершенствовал своё мастерство жонглёра. Через несколько лет он стал знаменитым цирковым артистом, гастролировал во многих странах Европы. С 1928 по 1930 годы состоялись его гастроли по Советскому Союзу. В 1940 году Массимилиано Труцци отправился в Соединённые Штаты по приглашению знаменитого цирка Ringling, и остался в этой стране навсегда. Он стал одним ведущих артистов цирка Ringling и единственным за более чем столетнюю историю этого цирка жонглёром, который выходил на арену с 35-минутным сольным выступлением. В США Труцци выступал не только на арене цирка, но и давал сольные представления на таких известных площадках, как Мэдисон-сквер-гарден. Последние годы жизни проживал в Сарасоте, Флорида, где и скончался в кругу семьи 31 октября 1974 года.

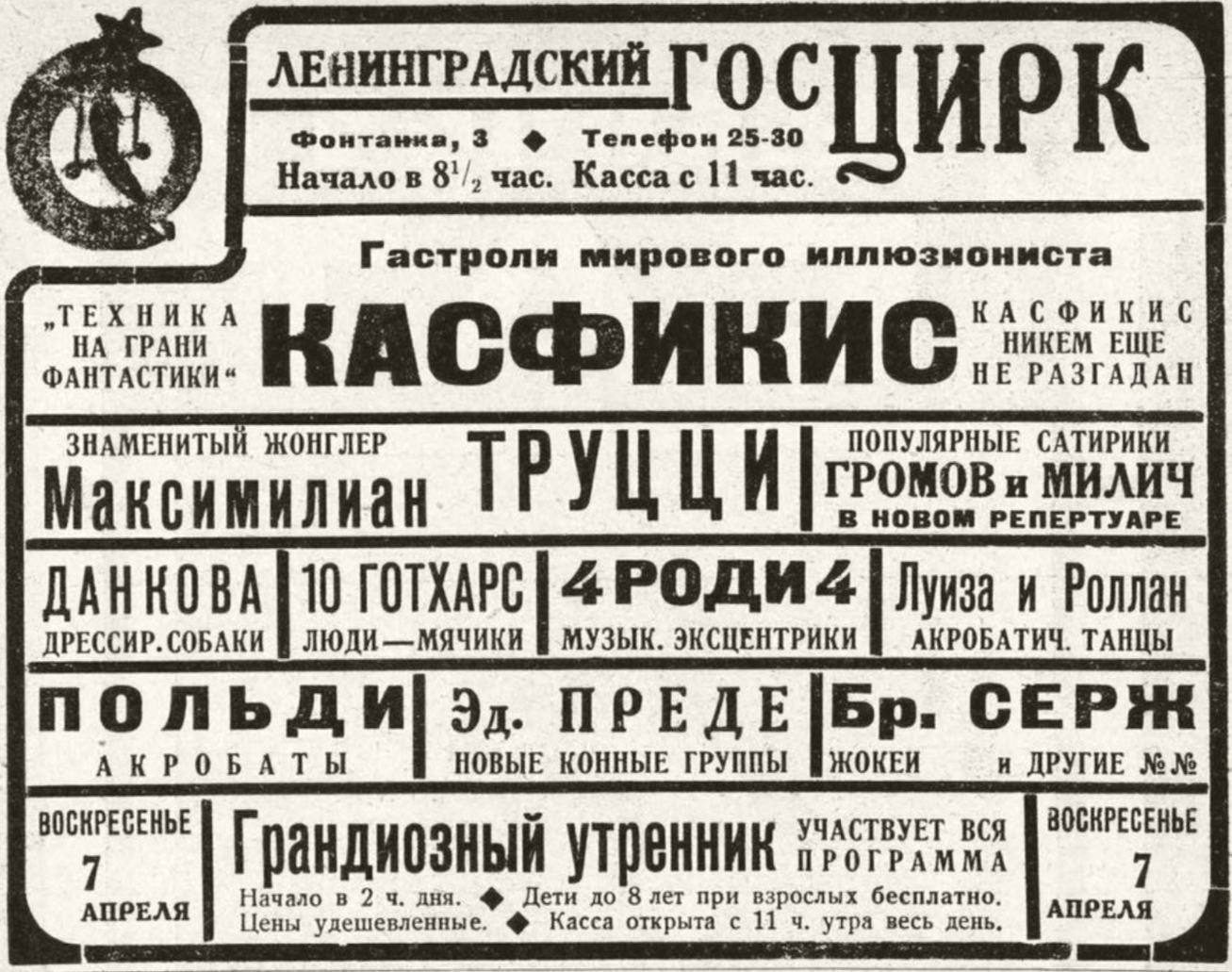
Анонс выступления Труцци в Госцирке в Ленинграде, апрель 1929 года

## Вклад в цирковое искусство
Массимилиано Труцци взял за основу стиль Энрико Растелли, состоявший в комбинировании балансировочного и броскового жонглирования, но существенно развил его. Номера Труцци отличались сменой ритмов, разнообразием приёмов и трюков. Благодаря идеальной координации движений артиста, сложнейшие номера выглядели весёлой игрой. В качестве реквизита Массимилиано использовал самые разные предметы — тарелки, мячи, светящиеся палочки. При этом, жонглируя, он сам также часто одновременно балансировал на мячах, брусках или иных предметах. Выступления Труцци представляли собой не простое подбрасывание и ловлю различных вещей, как у других артистов — он устраивал целые драматические шоу, в которых жонглирование было важным, но не основным компонентом. Он выходил на арену то в образе д’Артаньяна в шляпе с пером и со шпагой, то в образе мексиканского гаучо в огромном сомбреро — при этом костюм был не просто одеждой, Массимилиано использовал его элементы в качестве необходимых компонентов шоу. Ещё в юности он обучился балету и цирковой пантомиме и включал их элементы в свои выступления. В отличие от многих жонглёров, которые предпочитают жонглировать одинаковыми предметами, Массимилиано мог сочетать в одном номере совершенно разные предметы как по форме, так и по весу, что обычно вызывает трудности у жонглёров. Так в одном из номеров он сочетал жонглирование четырьмя острыми ножами и резиновым мячиком. В другом номере Труцци подбрасывал в воздух шесть тарелок, после чего в зале гас свет, а когда через несколько секунд он включался вновь, все тарелки были у него в руках, то есть, ему удавалось поймать их не видя, на ощупь.
В 2000 году имя Массимилиано Труцци было включено в список «Циркового кольца славы» в качестве величайшего жонглёра XX века.